# Dies Iræ (organisation politique)
Pour les articles homonymes, voir Dies iræ (homonymie).
Dies Iræ (abrégé en DI) est une association française nationaliste et catholique traditionaliste de la région bordelaise ayant existé entre 2005 et 2012. Se présentant elle-même comme un « mouvement politique social, enraciné, patriote et altereuropéen », elle privilégiait les actions périphériques et d'« agit-prop » au militantisme politique classique. 
L'association Dies Iræ a fait l'objet d'une enquête médiatisée, diffusée sur France 2 en 2010. Attaqués en diffamation par des personnalités catholiques citées dans l'enquête, les journalistes ont été relaxés par la justice. 

## L'association
Dies Iræ est créée en août 2005 et présidée par Fabrice Sorlin. Ce dernier est un ancien candidat du Front national dans la 7e circonscription de la Gironde lors des législatives de 2007, proche des mouvements lefebvristes, qui aurait fondé son association à la suite des mauvais résultats du FN lors des élections et « reprocherait au vieux parti d'extrême droite d'avoir privilégié le combat électoral ».
Interrogé sur le groupe, le politologue Jean-Yves Camus déclare en 2010 : « À l'échelle de la France, ce type de groupuscule ne représente rien. J'associe ça à la perte de vitesse du FN en 2007. C'est un phénomène connu. Quand un parti « dominant » va mal, une kyrielle de petits groupes en profite pour se faufiler. ».
L'association compte environ 150 membres en 2010, selon Sud-Ouest, et se réunit régulièrement dans une cave située à quelques mètres de l'église Saint-Eloi.
Selon Fabrice Sorlin, cité par les journalistes du Monde Abel Mestre et Caroline Monnot, l'association Dies Iræ propose « des actions de formation, des cours de sport et des distributions de café et gâteaux aux pauvres de la ville ». Des sessions d'entraînement à la « guerre civile » sont également organisées.
Dies Iræ entretient également des liens avec un syndicat étudiant d'extrême droite à Bordeaux, le Forum étudiant, qui a obtenu 1,28 % des voix aux élections Crous de mars 2010. Cependant, le syndicat nie l'existence d'un soutien apporté par Dies Iræ. 
L’association s’est auto-dissoute en février 2012, et son délégué général Jean-Claude Philipot est devenu n°2 de Civitas,.

## Enquête de France 2

### Révélations
L'association a été en particulier médiatisée par le reportage « À l'extrême-droite du Père », diffusé sur France 2 dans le cadre du magazine d'investigation Les Infiltrés, le 27 avril 2010,. Selon le reportage, la motivation première de Dies Iræ est de créer des groupes nationalistes et catholiques traditionalistes dans toute la France pour déstabiliser la « démocratie moderne ». L'association bordelaise est présentée comme travaillant à créer des milices autonomes sous la supervision d'un ancien militaire, en s'appuyant notamment sur les Carnets de Turner de William Luther Pierce. 
Selon l'émission de France 2 et le site Rue89, Dies Iræ serait soutenu par l'abbé traditionaliste Philippe Laguérie, supérieur de l’Institut du Bon-Pasteur, et officiant à l’église Saint-Éloi de Bordeaux depuis la cession de cette église à l’Institut par la mairie de Bordeaux en 2002,. 

### Réactions
Dies Iræ, mais aussi le journal Minute et divers sites d'extrême-droite (catholiques ou non) ont fortement critiqué le reportage les jours précédant sa diffusion, dénonçant une manipulation et un montage trompeur, et ont tenté d'en empêcher la diffusion,. 
Certains propos tenus par les membres de Dies Iræ dans le reportage des Infiltrés sont à tonalité raciste. À ce titre, une enquête est ouverte à la demande d'Alain Juppé, maire de Bordeaux, qui déclare que « les activités de groupuscules fondées sur des théories horrifiantes qui ont été décrites tombent manifestement sous le coup de la loi et nuisent gravement à l'image de notre ville ».
De son côté, le conseiller général PS Gilles Savary dénonce une « censure politique » des réalisateurs du reportage : « Ce qui a été censuré sans vergogne, c'est précisément mon témoignage sur la façon dont Alain Juppé et un préfet [Christian Frémont] aujourd'hui en poste à l'Elysée, ont tenté de falsifier le contexte juridique d'une délibération de la mairie de Bordeaux pour installer volontairement (...) ce groupe d'intégristes dans une église de Bordeaux ».
Le curé Yannick Vella de l'Église Saint-Éloi et l'abbé Laguerie de l'Institut du Bon Pasteur, personnalités catholiques mises en cause dans l'enquête de France 2, attaquent les journalistes en diffamation après la diffusion du reportage mais perdent leur procès en 2014 : les journalistes sont relaxés. L'appel de ce jugement, pour le volet civil, est rejeté le 10 septembre 2015.
À la suite du reportage de France 2, la maison du président de l'école Saint-Projet, la librairie située en face de l'église Saint-Eloi, et le bar associatif de Dies Iræ sont vandalisés. Deux individus âgés de 25 et 27 ans sont rapidement interpellés et reconnaissent avoir lancé des pavés sur la vitrine de la librairie après avoir visionné l'émission la mettant en cause.